# Sonita Alizadeh

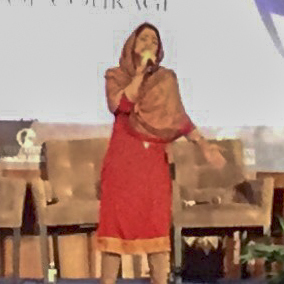
Sonita Alizadeh

Sonita Alizadeh, född 1996 i Herat, är en rappare och människorättsaktivist från Afghanistan som har blivit känd för låten Brides For Sale, där hon rappar mot tvångsäktenskap. Låten har fått stort genomslag internationellt genom YouTube.  2014 vann Alizadeh en amerikansk låtskrivartävling vars syfte var att få afghaner att rösta i kommande afghanska val. Kort därefter, vid sexton års ålder, ville Alizadehs föräldrar gifta bort henne med en man i femtioårsåldern. Som en protest skrev hon låten Brides For Sale. Dokumentärfilmen Sonita av den iranske filmaren Rokhsareh Ghaem Maghami berättar hennes historia.

## Biografi
Vid tio års ålder flyttade hon med sin familj till Iran, där hon inte fick uppehållstillstånd och därför inte heller kunde gå i skolan. Tack vare en frivilligorganisation kunde hon ändå lära sig läsa och skriva. Hon fick där även möjligheten att börja sjunga. Genom YouTube kom hon i kontakt med rappmusik och började skriva egna låtar. Hennes tilltagande rappintresse gjorde att hennes föräldrar ville att hon skulle flytta tillbaka till Afghanistan, detta gjorde hon dock inte.
När Alizadeh var sjutton år gammal försökte hennes mamma gifta bort henne med en man i femtioårsåldern för $9000 (ungefär 75000 kr). Pengarna skulle gå till att betala hemgift åt hennes brors blivande frus familj. Dokumentärfilmaren Rokhsareh Ghaem Maghami erbjöd då Alizadehs mamma $2000 för att få sex månaders tidsfrist för henne. Därefter följde hon hennes liv i tre år, vilket resulterade i doukmentärfilmen Sonita. Filmen hade premiär på 2016 Sundance Film Festival där den vann både juryns och publikens pris för World Cinema Documentary.
2014 deltog Alizadeh i en amerikansk musiktävling vars syfte var att få afghaner att rösta i de kommande afghanska valen. Hon vann tävlingen och mottog ett pris på $1000. När hon var nitton år skrev hon låten Brides For Sale som fick 75000 visningar efter bara en vecka på YouTube. Låten handlar om tvångsäktenskap och hon skrev den för att stötta jämnåriga flickor i samma situation. Kort efter att hon lagt ut videon tog organisationen Strongheart Group kontakt med henne och erbjöd henne en sponsrad musikutbildning i USA. Idag studerar Alizadeh i Utah, men drömmer om att återvända till Afghanistan och fortsätta kampen för flickors rättigheter.